# معاهدة سان إلديفونسو الثالثة
معاهدة سان إلديفونسو الثالثة، هي اتفاقية سرية وُقعت في 1 أكتوبر 1800 بين الإمبراطورية الإسبانية والجمهورية الفرنسية والتي وافقت إسبانيا بموجبها مبدئيًا على مقايضة مستعمرتها في لويزيانا في أمريكيا الشمالية بأراضٍ في إقليم توسكانا. أُكدت الشروط لاحقًا عن طريق توقيع معاهدة أرانغويز في مارس 1801.

## خلفية
تحالفت فرنسا مع إسبانيا لمعظم فترة القرن الثامن عشر، لكن انضمت إسبانيا إلى حرب التحالف الأول ضد الجمهورية الفرنسية بعد إعدام لويس السادس عشر ملك فرنسا في 1793، وهُزمت في حرب البرانس. وافق الطرفان الفرنسي والإسباني على توقيع معاهدة بازل للسلام في أغسطس 1795، وتنازلت إسبانيا عن نصف جزيرة هيسبانيولا، والتي تُشكل جمهورية الدومينيكان في الوقت الحاضر.
تحالفت إسبانيا مع فرنسا في حرب التحالف الثاني وأعلنت الحرب على بريطانيا، وذلك بعد توقيعهما لمعاهدة سان إلديفونسو الثانية في 1797. تسبب هذا في خسارة الإسبان لجزيرتي ترينيداد ومنورقة والتي احتلتها بريطانيا للفترة من 1708 إلى 1782 وكان استعادة هاتين الجزيرتين من أهم مكتسبات إسبانيا في مشاركتها في الحرب الأنجلو-فرنسية للفترة من 1778 إلى 1783. ضرت هذه الخسارة بهيبة الحكومة الإسبانية، وتأثر اقتصادها بشدة نتيجة الحصار البحري الذي فرضته بريطانيا، إذ اعتمدت إسبانيا بشكل كبير على التجارة مع مستعمرات أمريكا الجنوبية وبالأخص على واردات الفضة من المكسيك.
ترتب هذا على وضع الحكومة الإسبانية تحت ضغط سياسي ومالي شديد، وارتفعت الديون الوطنية لثمانية أضعاف وذلك في الفترة بين 1793 و1798. مثلت لويزيانا جزءًا بسيطًا من الإمبراطورية الإسبانية في الأمريكيتين، والتي استلمتها نتيجة لمعاهدة باريس في 1763. كان منع زحف المستوطنين الأمريكيين في حوض الميسيسيبي مكلفًا ولوح بخطورة حصول صراع مع الولايات المتحدة الأمريكية، والتي اعتمدت إسبانيا على سفنها التجارية لتفادي الحصار البحري البريطاني المفروض عليها.
نُظر إلى المستعمرات كأصول قيمة؛ إذ تسبب فقدان جزر السكر المتمثلة بكل من جزر سانت دومينيك ومارتينيك وغوادلوب للفترة بين 1791 و1794 بخسارة كبيرة للتجارة الفرنسية. كان استعادة هذه الجزر من الأولويات وركز نابليون ونائبه على التوسع الفرنسي خارج الحدود، وذلك بعد استلام نابليون للسلطة في انقلاب 18 برومير في نوفمبر 1799.
احتوت استراتيجيتهم على عدة أجزاء، وكانت الحملة الفرنسية على مصر خلال الفترة 1798-1801 واحدة من هذه الاستراتيجيات التي سعت لتقوية اهتمامات التجارة الفرنسية في المنطقة. أما في أمريكا الجنوبية، حاول تاليران توسيع الحدود بين غينيا الفرنسية والبرازيل البرتغالية جنوبًا باتجاه نهر أراغوري أو ما يُسمى باسم آمابا، مستحوذًا على أجزاء واسعة من شمال البرازيل. وكان ثالث هذه الاستراتيجيات هو استعادة فرنسا الجديدة في أمريكا الشمالية، والتي خسرتها فرنسا بعد حرب السنوات السبع الممتدة من 1756 إلى 1763، والاستفادة من لويزيانا كأساس لتوسعها في منطقة البحر الكاريبي.
ساعد كل من الطموح الفرنسي والضعف الاسباني في جعل عودة لويزيانا أمرًا مفضلًا لطرفين، وخاصة بعد جر إسبانيا لصراعات مع الولايات المتحدة الأمريكية حول حقوق الملاحة في نهر الميسيسيبي. زعم تاليران قدرة فرنسا على حماية أراضي أمريكا الجنوبية التابعة لإسبانيا من البريطانيين والأمريكيين، وذلك في حال سيطرة الفرنسيين على لويزيانا.

## الشروط
تفاوض اللواء الفرنسي لويس ألكسندر برتييه مع رئيس الوزراء الإسباني السابق ماريانو لويس دي أوركويو من أجل إبرام المعاهدة بين الطرفين. كُلف برتييه بالمطالبة بمستعمرات إسبانيا في شرق فلوريدا وغرب فلوريدا، إضافة إلى عشر سفن حربية اسبانية.
رفض أوركويو طلب الفرنسيين الحصول على مستعمرات فلوريدا لكنهم وافقوا على إعطائهم لويزيانا إضافة إلى «... ست سفن حربية بحالة جيدة ومهيئة لاستيعاب 74 مدفعًا ومسلحة ومعدة لاستقبال الطواقم الفرنسية ومعداتها». في المقابل، أراد كارل الرابع تعويضًا لصهره لويس الأول ملك إتروريا، وذلك بعد رغبة فرنسا بالاستحواذ على ميراثه من دوقية بارما.
كانت التفاصيل مبهمة؛ إذ نص البند الثاني من المعاهدة على ما يلي: «قد تتألف من دوقة توسكانا الكبرى... أو ثلاث مفوضيات بابوية رومانية أو أي محافظات قارية أخرى في إيطاليا والتي تشكل دولة مدورة». أصر أوركيو على تسليم إسبانيا لويزيانا والسفن فقط حال تأكيد فرنسا للأراضي الإيطالية التي ستستلمها إسبانيا في المقابل. أكدت البنود في نهاية الأمر التحالف المتفق عليه بين فرنسا وإسبانيا في معاهدة سان إلديفونسو الثاني في 1796.